# Kirchenkreis Falkensee
Der Kirchenkreis Falkensee mit Sitz in Falkensee ist einer von neun Kirchenkreisen der Evangelischen Kirche Berlin-Brandenburg-schlesische Oberlausitz im Sprengel Potsdam. Er umfasst den östlichen Teil des Landkreises Havelland (Kommunen Brieselang. Dallgow-Döberitz, Falkensee, Ketzin/Havel teilweise, Schönwalde-Glien und Wustermark) sowie die Potsdamer Stadtteile Fahrland, Paaren und Satzkorn.

## Geschichte
Der Kirchenkreis wurde 1835 aus dem Kirchenkreis Potsdam herausgetrennt und hieß bis 1959 Kirchenkreis Potsdam II. Seit 1993 wird der Kirchenkreis nicht mehr durch einen Superintendenten geleitet, sondern durch eine Kollegiale Leitung.
Nach dem Bau der Berliner Mauer wurden die in West-Berlin liegenden Kirchengemeinden Kladow, Gatow und Groß Glienicke-West sowie ein Teil Staakens an den Kirchenkreis Spandau abgegeben; die Kirchengemeinden Alt-Staaken und Albrechtshof wechselten dafür von dort in den Kirchenkreis Falkensee. Die Kirchengemeinde Bredow wechselte zum Kirchenkreis Falkensee und in den Pfarrsprengel Brieselang. Die Änderung der Kirchengrenzen folgte somit der Änderung der politischen Grenzen im Jahr 2003.

## Organisation

### Leitung
Seit 1992 gibt es im Kirchenkreis eine kollegiale Leitung.

### Territoriale Gliederung
Es gibt folgende Pfarrsprengel und Kirchengemeinden:
1. Kirchengemeinde Brieselang: Evangelische Kirche Brieselang, Dorfkirche Zeestow
2. Pfarrsprengel Dallgow
  1. Kirchengemeinde Dallgow: Dorfkirche Dallgow
  2. Kirchengemeinde Rohrbeck: Dorfkirche Rohrbeck (Dallgow-Döberitz)
  3. Kirchengemeinde Seeburg: Dorfkirche Seeburg
3. Pfarrsprengel Fahrland
  1. Kirchengemeinde Fahrland: Dorfkirche Fahrland
  2. Kirchengemeinde Falkenrehde: Dorfkirche Falkenrehde
  3. Kirchengemeinde Kartzow: Dorfkirche Kartzow
  4. Kirchengemeinde Paaren: Dorfkirche Paaren (Potsdam)
  5. Kirchengemeinde Satzkorn: Dorfkirche Satzkorn
4. Kirchengemeinde Falkensee Falkenhagen: Dorfkirche Falkenhagen
5. Kirchengemeinde Falkensee „Heilig Geist“ (Falkenhöh)
6. Kirchengemeinde Falkensee Neufinkenkrug: Finkenkruger Kirche
7. Kirchengemeinde Falkensee Seegefeld: Dorfkirche Seegefeld
8. Kirchengemeinde Groß Glienicke: Dorfkirche Groß Glienicke
9. Kirchengemeinde Schönwalde: Dorfkirche Schönwalde-Glien
10. Pfarrsprengel Wustermark
  1. Kirchengemeinde Wustermark: Dorfkirche Wustermark
  2. Kirchengemeinde Buchow-Karpzow: Dorfkirche Karpzow
  3. Kirchengemeinde Dyrotz: Dorfkirche Dyrotz
  4. Kirchengemeinde Elstal: Kirche Elstal
  5. Kirchengemeinde Hoppenrade: Dorfkirche Hoppenrade
  6. Kirchengemeinde Priort: Dorfkirche Priort
  7. Kirchengemeinde Wernitz: Dorfkirche Wernitz

## Sakralbauten

### Kirchengebäude
Siehe Kategorie:Kirchengebäude des Evangelischen Kirchenkreises Falkensee

### Friedhöfe
- Friedhof Buchow-Karpzow
- Friedhof Dallgow-Dorf
- Friedhof „An der B 5“
- Friedhof Dyrotz
- Friedhof Falkenrehde
- Friedhof Falkensee
- Friedhof Falkensee-Seegefeld
- Friedhof Groß-Glienicke
- Friedhof Hoppenrade
- Friedhof Neufinkenkrug
- Friedhof Paaren
- Friedhof Priort
- Friedhof Rohrbeck
- Friedhof Satzkorn
- Friedhof Seeburg
- Friedhof Wustermark